# Чограйский заказник
Чограйский заказник — государственный природный заказник регионального значения в Калмыкии. Создан постановлением Совета министров Калмыцкой АССР от 29 июля 1971 года «Об организации госзаказника на Чограйском водохранилище».

## География
Заказник расположен в южной части Ики-Бурульского района Калмыкии. Ключевым объектом заказника является Чограйское водохранилище. Главной геолого-географической структурой региона заказника является Кумо-Манычская впадина, которая на юго-востоке соседствует с Прикаспийской низменностью. Сухопутная часть заказника находится в подзоне причерноморских сухих типчаково-полевых степей.

## Почвы
Преобладающий тип почв заказника — комплексы солонцов каштановых и светло-каштановых солонцеватых суглинистых почв с разной степенью участия в структуре тех или иных почв. Аллювиально-озёрные отложения имеют очень ограниченное распространение в пределах узкой долинообразной формы, сочленяющей современное Чограйское водохранилище и озеро Маныч-Гудило, где периодически в сезоны повышенного увлажнения может возникать небольшой сток в восточном направлении..

## Цели и задачи заказника
Заказник создан для усиления охраны и создания лучших условий для обитания водоплавающей дичи и увеличения численности огаря, пеганки и редких птиц: колпиц, белых цапель, пеликанов, а также в целях рационального использования ондатры.
Задачи заказника:
- сохранение природных комплексов в естественном состоянии;
- сохранение, воспроизводство и восстановление природных ресурсов: дикого кабана, пушных зверей, зайца-русака;
- обеспечение установленного режима охраны редких видов животных и птиц;
- поддержание экологического баланса;
- содействие в проведении научно-исследовательских работ без нарушения установленного режима заказника;
- пропаганда среди населения задач охраны окружающей среды, рационального использования и воспроизводства природных ресурсов.

## Объекты охраны
Чограйский заказник имеет межрегиональное значение, так как здесь проходит миграционная трасса птиц водно-болотного комплекса, соединяющая Западную Сибирь и Казахстан с Черноморским бассейном, Ближним и Средним Востоком, Северной и Восточной Африкой. На территории заказника созданы благоприятные условия дня гнездования водоплавающих птиц (кудрявый и розовый пеликан, колпица, черноголовый хохотун, гуси, краснозобая казарка и др.).
В экотонной зоне размножаются аборигенные степные виды: могильник, орлан-белохвост, стервятник, черный гриф, дрофа и стрепет, беркут, численность которых снизилась ввиду антропогенного воздействия на места их обитания.

## Негативные факторы
- загрязнение водной системы, что приводит к потере уникальных природных экосистем и сокращению биоразнообразия;
- подтопление населённых пунктов, засоление и опустынивание, вывоз ценных земель из хозяйственного оборота[3].